# كاتسوغي ميازاكي
كاتسوغي ميازاكي (باليابانية: 宮崎勝次؛ بالكانا: みやざき かつじ) هو مدير ياباني، ولد في 1915 في اليابان، وتوفي في 18 مارس 1993.